# 46-os villamos (Budapest)
A budapesti 46-os jelzésű villamos a Petőfi híd, budai hídfő és Déli pályaudvar között közlekedett. A járatot a Fővárosi Villamosvasút üzemeltette.

## Története
1912. december 2-án indult el Rókus kórház és Damjanich utca között, de 1913. július 4-étől a Keleti pályaudvar és Nyugati pályaudvar között közlekedett. 1944 októberétől 1945. június 21-ig nem közlekedett, majd másnap újra eredeti útvonalán közlekedett. 1946. február 13-ától a Kossuth térig közlekedett 1952. október 26-ai megszűnéséig.
1958. február 17-én indult újra a Nagykörúton, Petőfi híd, budai hídfő és Déli pályaudvar között. 1962. október 21-én megszűnt.